# ليوبن
ليوبن هي مدينة نمساوية تقع في ولاية شتايرمارك،يبلغ عدد سكان المدينة حوالي 25 ألف نسمة.